# Рожалово
Рожалово — село в Некоузском районе Ярославской области России. 
В рамках организации местного самоуправления входит в Некоузское сельское поселение, в рамках административно-территориального устройства входит в состав Рожаловского сельского округа.

## География
Расположено в 7 км на запад от села Парфеньева и в 37 км на северо-запад от райцентра села Новый Некоуз.

## История
Церковь села Рожалова существует с 1803 года с тремя престолами: Казанской Божией Матери, св. и чуд. Николая и св. Иоанна Богослова. 
В конце XIX — начале XX века село входило в состав Станиловской волости Мологского уезда Ярославской губернии.
С 1929 года село являлось центром Рожаловского сельсовета Некоузского района, с 1944 по 1959 год в составе Масловского района, с 1960 года — в составе Рожаловского сельсовета (с центром в селе Парфеньево), с 2005 года — в составе Некоузского сельского поселения.

## Население
| 2002 | 2007 | 2010 |
| ---- | ---- | ---- |
| 17   | ↘11  | ↗12  |

## Достопримечательности
В селе расположена недействующая церковь Церковь Казанской иконы Божией Матери (1803).